# ニコラス・カパルド
ニコラス・カパルド・タボアス（Nicolás Capaldo Taboas）は、アルゼンチン・ラ・パンパ州サンタローサ出身のサッカー選手。レッドブル・ザルツブルク所属。ポジションはミッドフィールダー。

## 経歴

### クラブ
2015年、ボカ・ジュニアーズのユースチームに加入した。グスタボ・アルファロ監督によってトップチームに招集され、リーグ中断期間の2019年1月16日に行われたCAウニオンとの親善試合に出場し、トップチームデビューを果たした。CAサン・マルティン・デ・サン・フアン戦とCAベルグラーノ戦では起用されなかったが、2月24日のデフェンサ・イ・フスティシア戦でプロデビューを果たした。
2021年6月23日、レッドブル・ザルツブルクと2026年までの契約を結んだ。

### 代表
2019年9月、ボリビア代表との親善試合に向けたU-23アルゼンチン代表に招集された。その後、コロンビア戦で初出場を果たし、ブラジル戦で初ゴールを挙げた。

## タイトル

### クラブ
ボカ・ジュニアーズ
- プリメーラ・ディビシオン : 2019-20

### 代表
U-23アルゼンチン代表
- プレオリンピックトーナメント : 2020